# Ophir Chasma
L'Ophir Chasma è una delle principali valli che compongono il sistema delle Valles Marineris, su Marte. Si estende principalmente in direzione est-ovest, parallelamente al Melas e al Candor Chasma (entrambi più a sud). Il suo aspetto ricorda in verità quello di un ovale che sfocia nel Candor Chasma.
Anche il suo letto, come quello degli altri canyon principali situati nella regione, è ricco di rocce sedimentarie, probabilmente spia della presenza di un ghiacciaio o di un corso d'acqua liquida nel fondovalle in tempi piuttosto antichi.

## Descrizione
Ophir Chasma è un impressionante canyon situato nella regione Coprates del quadrante di Marte. Questa formazione geologica, lunga circa 317 km, fa parte del sistema di canyon Valles Marineris, il più grande su Marte. Ophir Chasma si distingue per le sue alte pareti a strapiombo, che probabilmente sono il risultato di faglie, e presenta una morfologia variegata con zone scoscese e sezioni più levigate. Le pareti del canyon sono state modellate da frane, contribuendo a creare un paesaggio complesso e dinamico. Questo canyon è noto anche per essere stato nominato in onore di Ophir, un luogo menzionato nella Bibbia, famoso per le sue ricchezze, in particolare l'oro.